# Alpha Black Zero: Intrepid Protocol
Alpha Black Zero: Intrepid Protocol est un jeu vidéo de type FPS tactique développé par Khaeon, sorti en 2004 en France sur PC.

## Accueil
- Jeuxvideo.com : 9/20[1]